# Фуфачёв, Владимир Филиппович

Ученик седьмого класса Владимир Фуфачёв. 1938 год

Владимир Филиппович Фуфачёв (1923, пос. Надеждинский — 1945, Гералтовице) — советский военный лётчик штурмовой авиации. Участник Великой Отечественной войны. Герой Советского Союза (1945). Лейтенант (1945).
В Рабоче-крестьянской Красной армии служил с 1941 по 1945 год. Во время войны сражался на Западном, 1-м и 4-м Украинских фронтах. Участвовал в битве за Москву, освобождении Правобережной и Западной Украины, южной Польши и Чехословакии. Был ранен.
Старший лётчик 565-го штурмового авиационного полка 224-й штурмовой авиационной дивизии 8-го штурмового авиационного корпуса (8-я воздушная армия, 4-й Украинский фронт) лейтенант В. Ф. Фуфачёв к середине апреля 1945 года совершил 125 боевых вылетов на штурмовку и разведку войск противника, нанеся врагу значительный урон в живой силе и технике.
Указом Президиума Верховного Совета СССР от 29 июня 1945 года лейтенанту Фуфачёву Владимиру Филипповичу было присвоено звание Героя Советского Союза.
Погиб 15 мая 1945 года в авиационной катастрофе на аэродроме Гералтовице (Польша).

## Биография

### Детство и юность
Владимир Фуфачёв родился 23 июня 1923 года в посёлке Надеждинский Турьино-Рудничной волости Верхотурского уезда Екатеринбургской губернии (ныне город Серов Свердловской области) в семье рабочего. Русский.
Его отец Филипп Фёдорович, участник Гражданской войны, работал в сортопрокатном цехе Надеждинского металлургического завода, мать Екатерина Владимировна (в девичестве Кузнецова) была домохозяйкой. Владимир был вторым ребёнком в семье: у него была старшая сестра Мария и два младших брата — Виктор и Валерий. В 1931—1935 годах Фуфачёв учился в начальной школе № 5, в 1935—1938 годах — в неполной средней школе № 3. В школьные годы серьёзно увлекался авиамоделизмом. Неоднократно побеждал на городских соревнованиях по авиамодельному спорту. Играл на гармони, занимался фотографией. Весной 1938 года вступил в комсомол.
Летом 1938 года был принят в Надеждинский аэроклуб. Уже тогда он решил стать профессиональным военным лётчиком, но к этому времени образовательный ценз для поступления в лётные училища был повышен до 9 классов. Возвращаться за школьную парту Владимир не хотел и решил учиться экстерном. Целый год он занимался с репетиторами и самостоятельно и летом 1939 года успешно сдал все экзамены, получив аттестат о девятилетнем образовании.
В Надеждинском аэроклубе Фуфачёв освоил специальности авиатехника и моториста. Лётную подготовку прошёл в Нижнетагильском аэроклубе, который окончил в 1940 году. В том же году Серовский городской военкомат выделил ему путёвку в Молотовскую авиационную школу пилотов. Но проучился в Молотове Фуфачёв только один неполный учебный год, пройдя предварительное обучение на самолёте Р-5. К дальнейшей учёбе допускались только курсанты, достигшие 18 лет, и в декабре 1940 года он был отчислен из школы пилотов по возрасту.
Вернувшись в Серов, Фуфачёв устроился на работу в аэроклуб на единственную вакантную должность авиамеханика. Но ему хотелось летать. Вскоре он сдал зачёты и технику пилотирования на У-2 и перешёл на работу пилотом-инструктором. В этой должности его и застало начало войны.

### На военной службе
С началом Великой Отечественной войны аэроклубы Свердловской области были включены в структуру военной авиационной школы Уральского военного округа, а их работники стали военнослужащими. Владимиру Фуфачёву было присвоено звание старшего сержанта. 16 ноября 1941 года по приказу Военного совета УрВО лётный и технический состав Серовского аэроклуба перелетел на аэродром Логиново, где шло формирование 698-го ночного легкобомбардировочного авиационного полка. Здесь гражданские У-2 были переоборудованы в лёгкие бомбардировщики, а лётный состав прошёл краткий курс обучения по ночному бомбометанию. Из серовцев была сформирована 1-я эскадрилья. К середине декабря 1941 года полк под командованием капитана А. К. Тягунова перебазировался на аэродром Дягилево в Рязани и был включён в состав ВВС Западного фронта.
В боях с немецко-фашистскими захватчиками старший сержант В. Ф. Фуфачёв участвовал с 25 декабря 1941 года. Участник контрнаступления советских войск под Москвой. За период с 25 декабря 1941 года по 31 марта 1942 года, действуя с аэродромов Тулы, Калуги и Мосальска, на самолёте У-2 произвёл 43 успешных боевых вылета ночью и  39 днём на бомбардировку живой силы и техники противника и на связь с партизанами.
В боях под Москвой 698-й ночной бомбардировочный авиаполк понёс большие потери и в начале апреля 1942 года был переформирован в 359-ю отдельную эскадрилью связи. Тогда же Фуфачёву было присвоено звание старшины. Однако уже в мае эскадрилья перестала существовать, а её лётный состав был направлен на переобучение на другие типы самолётов. Фуфачёву не повезло. Его направили в Сасово в 3-й учебно-тренировочный смешанный авиационный полк, где ему предстояло освоить истребитель Як-1. Но Владимир абсолютно не имел опыта пилотирования скоростными и высокоманёвренными машинами, и освоить за отведённое время новый самолёт ему не удалось. В сентябре 1942 года его направили в распоряжение Московского городского военкомата для последующей отправки в общевойсковую часть как «не представляющего никакой ценности для Военно-воздушных сил».
Службу старшина Фуфачёв продолжил в 1-м учебном полку снайперов, позднее преобразованном в 20-й учебный полк снайперов и отличных стрелков, где он занимался обучением новобранцев. Только в мае 1943 года, после многократных рапортов, с маршевой ротой ушёл на фронт. Воевал в составе 3-го танкового корпуса: до ноября 1943 года командиром бронетранспортёра и командиром бронемашины в 24-м отдельном бронеавтомобильном разведывательном батальоне, затем мотоциклистом-связистом в 74-м отдельном мотоциклетном батальоне. Участвовал в освобождении Правобережной и Западной Украины. 5 января 1944 года в бою под Шепетовкой был тяжело ранен. До мая 1944 года находился на излечении в эвакогоспитале № 1913 в Киеве.

### Лётчик-штурмовик
За время пребывания в госпитале Владимир Фуфачёв успел подружиться со всем медицинским персоналом, в том числе с начальником госпиталя Александром Ивановичем Боголюбовым. В одной из бесед Владимир рассказал ему о том «как спустился с небес на землю» и о своём желании летать. В конце апреля Фуфачёва перевели в команду выздоравливающих для последующей отправки на фронт. Как раз в это время в госпитале появился представитель управления кадров 2-й воздушной армии, который интересовался состоянием здоровья находившихся на лечении лётчиков. В разговоре с ним Боголюбов упомянул и о Фуфачёве. 7 мая Владимира вызвали в штаб 2-й воздушной армии и предложили пройти переобучение на самолёте Ил-2. С 25 мая по 11 июня он проходил переподготовку в 10-й учебно-тренировочной авиационной бригаде, после чего был направлен в 565-й штурмовой авиационный полк.
На аэродром Ольховцы, где базировалась его новая часть, старшина Фуфачёв прибыл 4 июля 1944 года. Его определили в 1-ю эскадрилью в звено лейтенанта И. Н. Ефимова. Авиамехаником Фуфачёва стал старший сержант В. А. Ведерников, воздушным стрелком — старший сержант П. К. Византийский. В полку старшина Фуфачёв считался новичком, поэтому первые боевые вылеты он совершал только в составе больших групп штурмовиков. Много от него не требовали: главное — держать строй. Но уже с первых боевых вылетов Владимир зарекомендовал себя тактически грамотным лётчиком-штурмовиком. Пригодился опыт, полученный в битве за Москву. За время боевых вылетов он ни разу не потерял своего ведущего, над целью действовал смело и решительно, под плотным зенитным огнём противника проявлял исключительное хладнокровие, а его ракеты и бомбы, как правило, попадали в цель.
В ходе Львовско-Сандомирской операции за период с 14 по 25 июля Фуфачёв совершил 15 успешных боевых вылетов на штурмовку войск противника, за что получил свою первую награду — орден Красной Звезды.
В одном из боевых вылетов Фуфачёв и Византийский едва не погибли. Случилось это 3 августа 1944 года во время штурмовки немецких позиций в районе станции Самбор. Их штурмовик попал под плотный зенитный огонь и, получив серьёзные повреждения, стал терять высоту. Едва дотянув до своей территории, лётчик решил посадить машину в поле. Однако при посадке взорвался маслобак. Взрыв был такой силы, что хвостовую часть самолёта оторвало и отбросило на 300 метров. Но экипаж выжил, отделавшись ссадинами и ушибами. Вскоре к месту крушения Ил-2 подоспели крестьяне из соседней деревни, которые на подводе доставили лётчика и воздушного стрелка в часть. Через неделю они вновь приступили к боевой работе.
Смелость и выдержка старшины Фуфачёва не остались без внимания командования полка. С августа 1944 года у Владимира появилась ещё одна обязанность — фотографировать результаты боевой работы группы. С этой целью к фюзеляжу его самолёта стали крепить фотокамеру. Для того, чтобы получить хорошие снимки, нужно было провести самолёт над позициями врага на минимальной высоте и минимальной скорости. Лётчик-штурмовик К. И. Миненков вспоминал: «Самое неприятное задание — это фотографирование. Обычно фотографировали передовую… Вокруг шапки разрывов, снарядные трассы, а я не имею права маневрировать — съёмки не будет, планшет смажется. Из таких полётов обычно дыры привозили, а иногда и экипажи гибли». Но, несмотря на высокий риск, Фуфачёв всегда доставлял командованию снимки высокого качества.

### В Карпатах
Особенно талант лётчика Фуфачёва раскрылся в ходе боёв в Карпатах. Противник, используя рельеф местности, создал здесь мощную линию обороны, состоявшую из хорошо укреплённых опорных пунктов, перекрывающих дороги, перевалы, долины рек и подходы к населённым пунктам. Из-за ограниченных возможностей применения в горах танков и тяжёлой артиллерии командование 4-го Украинского фронта возлагало особые надежды на штурмовую авиацию. Полёты в условиях горно-лесистой местности имели свои особенности с точки зрения аэродинамики и аэронавигации. Образующиеся в результате обтекания горных слонов вертикальные потоки воздуха серьёзно затрудняли маневрирование самолёта. Большого умения требовали полёты в ущельях и горных долинах: с утра они были закрыты туманом, который к полудню поднимался вверх, образуя сильную облачность. Необходимо было корректировать и работу воздушных разведчиков. Если на равнине фотографирование осуществлялось, как правило, на бреющем полёте, то в горах пришлось осваивать съёмку с высоты 1500—2000 метров.
Лётчики-штурмовики к началу боевых действий в Карпатах не имели опыта полётов в горной местности. Приобретать его им пришлось в боях. Старшина Фуфачёв быстро адаптировался к новым условиям, став одним из лучших лётчиков полка. Его ракетно-бомбовые удары по скоплениям войск противника, его переднему краю обороны и объектам инфраструктуры всегда достигали цели. Так 14 сентября во время штурмовки обороны противника в районе села Камёнка старшина Фуфачёв под сильным зенитно-пулемётным огнём сделал семь заходов на цель. Во время второго захода он заметил хорошо замаскированный бензозаправщик и атаковал его, вызвав сильный взрыв и пожар в стане врага. В последующих атаках он уничтожил автомашину и 2 подводы. На седьмом заходе он сфотографировал результат боевой работы группы: уничтожено и повреждено до 4 автомашин, до 8 подвод с грузами, 1 бензозаправщик, до 20 солдат противника, взорван склад с боеприпасами. 18 сентября Фуфачёв в составе группы из 6 Ил-2 вылетел на штурмовку артиллерийских позиций немцев у села Воля Пётрова. Сделал 5 заходов на цель. Группой уничтожено и повреждено до 2 самоходных артиллерийских установок, до 2 миномётов, 4 орудия полевой артиллерии и до 15 военнослужащих вермахта. Результаты работы группы зафиксированы фотокамерой Фуфачёва. 7 октября продвижение советской пехоты было остановлено у населённого пункта Смольник. На штурмовку опорного пункта противника вылетела шестёрка Ил-2, в составе которой был старшина Фуфачёв. Группа под сильным зенитным огнём произвела восемь заходов на цель, полностью уничтожив узел обороны врага.
В начале декабря 1944 года Владимир Фуфачёв прошёл аттестацию с присвоением звания младшего лейтенанта. По всей видимости, в это же время он подал заявление о вступлении в ВКП(б), но из-за утраты кандидатской книжки в партию так и не был принят.
Зимой 1945 года сильные снегопады, штормовые ветра и туманы ещё больше осложнили действия авиации. В январе 1945 года было всего 5 лётных и 11 ограниченно лётных дней, в феврале — 5 лётных и 12 ограниченно лётных. В лётные дни лётчикам приходилось подниматься в воздух по два — три раза. Чтобы поднять эффективность штурмовых ударов, командование полка сделало ставку на воздушную разведку. Опираясь на данные наземной разведки, в воздух поднималась пара Ил-2, которая вела доразведку целей с последующей их штурмовкой. Такая тактика позволяла обнаруживать и уничтожать быстро перемещающиеся колонны и эшелоны врага. В этот период младший лейтенант Фуфачёв быстро завоевал репутацию одного из лучших воздушных разведчиков 565-го штурмового авиационного полка. Так, 13 января в районе Павловице воздушные разведчики обнаружили колонну из 80 — 100 автомашин. Атаковав цель с шести заходов, они подожгли несколько машин, застопорив движение колонны. Фуфачёв передал разведданные по радио, и полк, работая по цели на протяжении всего дня, полностью уничтожил её. Таким же образом 18 января была почти полностью уничтожена автоколонна врага в районе Варшовице — Дрогомысль. В тот же день Фуфачёв получил специальное задание командира корпуса вскрыть оборону врага в районе Липовец — Гурне. На задание вылетели в паре. Пока ведущий пары производил штурмовку позиций неприятеля, Фуфачёв под плотным зенитным огнём совершил три прохода над целью, сделав качественные фотоснимки. 25 февраля Фуфачёв в составе пары дважды летал на разведку, в ходе которой были обнаружены две грузовых колонны противника. В результате штурмовок лётчиками было уничтожено до 6 автомашин и до 6 подвод с грузами.
Всего в Карпатах Фуфачёв произвёл 50 боевых вылетов на штурмовку и разведку войск противника. За вклад в разгром врага был награждён орденами Красного Знамени и Отечественной войны I степени. За отличные результаты боевой работы отмечен благодарностью командующего 8-й воздушной армией, тремя благодарностями от командования 167-й стрелковой дивизии, двумя благодарностями от командующего 1-й гвардейской армией и семью благодарностями от командующего 8-м штурмовым авиационным корпусом.

### Моравско-Остравская операция
Перед началом Моравско-Остравской операции младший лейтенант Фуфачёв был назначен на должность старшего лётчика. С этого момента он становится ведущим пары штурмовиков. Первый вылет в новом качестве он совершил 11 марта 1945 года с младшим лейтенантом Н. А. Блошенко в район населённого пункта Дольне. Несмотря на плохие метеоусловия и сильный зенитный огонь, он точно вывел пару на цель и атаковал её с пяти заходов. В результате парой уничтожено 1 танк, 2 подводы и до 10 солдат неприятеля, взорван штабель с боеприпасами.
16 марта Фуфачёв со своим ведомым в составе группы из 6 Ил-2 участвовал в разгроме узла обороны противника в районе Гурне. Штурмовики уничтожили 6 автомашин, 1 самоходное орудие, подавили огонь 3-х орудий полевой артиллерии и двух миномётов, обеспечив продвижение наземных войск.
18 марта группа из 6 Ил-2 вылетела на штурмовку позиций врага в районе населённого пункта Мощеница. Над целью советские штурмовики подверглись мощному зенитному огню. Ведущий группы приказал паре Фуфачёва подавить зенитные средства противника. Бросив самолёты в пикирование, Владимир со своим ведомым полностью уничтожил батарею малокалиберной зенитной артиллерии, тем самым обеспечив успех всей группы.
27 марта, действуя в разведке, Фуфачёв, будучи ведомым в паре, обнаружил колонну танков и автомашин на дороге Зебжидовице – Моравска-Острава. Сообщив координаты цели по радио, советские лётчики первым заходом уничтожили головной танк, а второй атакой зажгли две автомашины в хвосте колонны, тем самым заблокировав её движение. Вскоре подоспели основные силы полка, которые полностью уничтожили вражескую технику.
В дальнейшем Владимир неоднократно водил в бой группы по 2 ― 4 самолёта.
Всего к середине апреля 1945 года В. Ф. Фуфачёв, получивший к этому времени звание лейтенанта, в составе 565-го штурмового авиационного полка совершил 125 успешных боевых вылетов, уничтожив 12 танков, 35 автомашин, 7 самоходных орудий, 4 бензоцистерны, 1 паровоз, 10 железнодорожных вагонов, 45 подвод с грузом, 170 солдат и офицеров противника, 3 склада с боеприпасами, 20 орудий полевой артиллерии, 10 орудий зенитной артиллерии, 14 миномётов. При этом не имел ни одного случая невыхода на цель, потери ориентировки, удара по своим. 22 апреля 1945 года командир полка подполковник В. И. Сериков представил его к званию Героя Советского Союза. Указ Президиума Верховного Совета СССР был подписан 29 июня 1945 года уже после гибели лётчика.

### Гибель
До конца войны лейтенант Фуфачёв совершил ещё 25 успешных боевых вылетов. Боевой путь он завершил в небе Чехословакии в ходе Пражской операции.
В первые мирные дни 1945 года 565-й штурмовой авиационный полк, действуя с аэродрома Гералтовице, выполнял боевую работу по обнаружению вооружённых групп немцев, не сложивших оружие. Во время одного из полётов самолёт Фуфачёва повёл себя странно. Обнаружить неполадки на земле не удалось, и 15 мая 1945 года В. Ф. Фуфачёв вместе со своим механиком В. А. Ведерниковым поднялся в воздух. Полёт прошёл в штатном режиме, но при заходе на посадку Ил-2 неожиданно сорвался в штопор и врезался в землю. Лётчик и его механик погибли.
Первоначально В. Ф. Фуфачёв был похоронен в селе Гералтовице. Впоследствии перезахоронен на мемориальном кладбище города Рыбник (Силезское воеводство Польской Республики).

## Награды
- Герой Советского Союза (29.06.1945)[33]:

медаль «Золотая Звезда» (29.06.1945, не вручена в связи с гибелью);
орден Ленина (29.06.1945, не вручён в связи с гибелью);
- три ордена Красного Знамени (16.11.1944[37], 19.02.1945[38]; 22.05.1945[31]);
- орден Отечественной войны 1-й степени (20.03.1945)[38];
- орден Красной Звезды (30.07.1944)[18].

## Память
Имя Героя Советского Союза В. Ф. Фуфачёва увековечено на нескольких объектах города Серова, уроженцем которого является Герой:
- Указом исполкома Серовского городского совета от 22 февраля 1965 года улица Колинская была переименована в улицу В. Ф. Фуфачёва[39];
- Постановлением Совета министров РСФСР от 4 августа 1982 года имя Героя Советского Союза В. Ф. Фуфачёва было присвоено школе № 14. В учебном заведении функционирует музей, часть экспозиции которого посвящена Герою. На здании школы (улица Зелёная, 14) Фуфачёву установлена мемориальная доска[40];
- имя Героя Советского Союза В. Ф. Фуфачёва увековечено на мемориальном стенде серовцев — Героев Советского Союза у военного комиссариата (ул. Зелёная, 28);
- индивидуальная мемориальная плита с именем В. Ф. Фуфачёва установлена на мемориале «Вечный огонь» (улица Каквинская, 1).

## Архивные документы
- Общедоступный электронный банк документов «Подвиг Народа в Великой Отечественной войне 1941—1945 гг.»:

Представление к званию Героя Советского Союза. Дата обращения: 23 августа 2012. Архивировано 27 октября 2012 года.
Указ Президиума Верховного Совета СССР о присвоении звания Героя Советского Союза. Дата обращения: 23 августа 2012. Архивировано 27 октября 2012 года.
Комплект наградных документов на орден Красного Знамени (награждён приказом от 16.11.1944). Дата обращения: 23 августа 2012. Архивировано 27 октября 2012 года.
Комплект наградных документов на орден Красного Знамени (награждён приказом от 19.02.1945). Дата обращения: 23 августа 2012. Архивировано 27 октября 2012 года.
Комплект наградных документов на орден Красного Знамени (награждён приказом от 22.05.1945). Дата обращения: 23 августа 2012. Архивировано 27 октября 2012 года.
Комплект наградных документов на орден Отечественной войны 1 степени. Дата обращения: 23 августа 2012. Архивировано 27 октября 2012 года.
Комплект наградных документов на орден Красной Звезды. Дата обращения: 23 августа 2012. Архивировано 27 октября 2012 года.
- Обобщённый банк данных «Мемориал»:

Именной список безвозвратных потерь офицерского состава частей 8-го ШАК. Дата обращения: 23 августа 2012. Архивировано 27 октября 2012 года.
Приказ об исключении из списков Красной армии.
Учётная карточка воинского захоронения (номер захоронения в ВМЦ З48-581). Страница 1. Общие сведения.
Учётная карточка воинского захоронения (номер захоронения в ВМЦ З48-581). Страница 2. Схема расположения захоронения.
Учётная карточка воинского захоронения (номер захоронения в ВМЦ З48-581). Страница 3. В списке погребённых под номером 152.
- Прочие документы:

Распоряжение командира 3-го ОУТСАП.
Фуфачёв В.Ф. Автобиография. — 1945. — 1 с.
Справка-приложение к представлению к званию Героя Советского Союза. — 1945. — 2 с.

Служебные документы
Служебная характеристика на В.Ф. Фуфачёва (стр 1)
Служебная характеристика на В.Ф. Фуфачёва (стр 2)
Справка на В.Ф. Фуфачёва (стр 1)
Справка на В.Ф. Фуфачёва (стр 2)